# Calcémie
La calcémie correspond au taux de calcium dans le sang. Le taux normal chez un adulte est compris entre 2,2  et   2,6 mmol·L-1 de plasma. Le taux de calcium plasmatique nécessite la prise en compte du taux de protide et d'albumine plasmatique en plus de la réalisation du dosage du calcium circulant. En effet, le calcium plasmatique est majoritairement fixé aux protéines du sang. Le métabolisme du calcium est régulé par une hormone (la parathormone), la vitamine D et les apports alimentaires. Chez l'Homme, les os sont la première réserve de calcium.
Les ions calcium interviennent dans la contractilité du myocarde et de la musculature squelettique et sont indispensables au fonctionnement du système nerveux. Ils jouent en outre un rôle important dans la coagulation sanguine et dans la minéralisation osseuse. Dans le plasma une fraction importante est liée aux protéines (env. 40 %), 10 % se trouvent sous forme de complexes inorganiques et 50 % sous forme libre (calcium ionisé). La régulation de l’équilibre calcique de l’organisme est effectuée par la parathormone (PTH), le calcitriol et la calcitonine.
Le dosage du calcium sert au diagnostic et au suivi de l’hypocalcémie (déficit en calcium) et de l’hypercalcémie (excès de calcium). En pathologie, la baisse pathologique (< 2,2 mmol·L-1) du taux plasmatique de calcium est appelée hypocalcémie, et la hausse pathologique (> 2,6 mmol·L-1) du taux plasmatique de calcium est appelée hypercalcémie. En mg/L, ces valeurs normales correspondent à une calcémie comprise entre 90 mg·L-1 et 105 mg·L-1 chez l'adulte.
Les symptômes caractéristiques de l’hypocalcémie sont la tétanie latente ou manifeste et l’ostéomalacie. Les hypocalcémies sont dues à l’absence ou à un hypofonctionnement des glandes parathyroïdes ou à une synthèse insuffisante de vitamine D.
Les hypercalcémies résultent d’une mobilisation accrue du calcium osseux (ostéoporose) ou d’une absorption intestinale accrue. La majorité des cas d’hypercalcémie sont dues à une hyperparathyroïdie primaire ou à des métastases osseuses de cancer du sein, de la prostate, de la thyroïde ou de cancer bronchopulmonaire. L’intérêt principal du dosage du calcium dans l’urine réside dans la différenciation entre hypercalciurie et hypocalciurie et la clarification d’une lithiase rénale.

## Calcémie corrigée
Le calcium plasmatique dosé en laboratoire correspond au calcium total, il regroupe :
- 50 % de calcium ionisé ou libre;
- 10 % de calcium complexé;
- 40 % de calcium lié aux protéines.

Seule la fraction ionisée est biologiquement active.
Une hypoalbuminémie ou une hyperalbuminémie peut modifier la fraction liée aux protéines ce qui provoque respectivement une baisse ou une hausse de la calcémie totale mesurée sans que la fraction ionisée soit modifiée. On s'appuie donc sur des formules de correction pour estimer la fraction de calcium ionisée :
En fonction de l'albuminémie : Calcémie corrigée = {\displaystyle calc{\acute {e}}mie_{mesur{\acute {e}}e}-0.025*(albumin{\acute {e}}mie-40)} (avec les calcémies en mmol·L-1 et l'albuminémie en g·L-1).
En fonction de la protéinémie : Calcémie corrigée = {\displaystyle calc{\acute {e}}mie_{mesur{\acute {e}}e} \over 0.55+(prot{\acute {e}}in{\acute {e}}mie/160)} (avec les calcémies en mmol·L-1 et la protéinémie en g·L-1).
Ces formules tendent à sous-estimer la calcémie lorsque l’albumine devient supérieure à 40 g/l. Il est donc également possible de réaliser un dosage direct du calcium ionisé plasmatique. Le dosage du calcium ionisé est également utilisé en réanimation, chez le nouveau-né pour le dosage d'une hypocalcémie néonatale, en cas de chirurgie lourde ou de perfusions.
Ce dosage est plus complexe que celui du calcium total car nécessitant une préparation de l'échantillon sanguin et un délai réduit entre le prélèvement et l'analyse.

## Hypocalcémie
Il s'agit d'un état caractérisé par la baisse anormale du taux de calcium dans le plasma, indépendamment des autres constantes biologiques, notamment lorsque le taux de calcium baisse sous 2,25 mmol/litre de plasma avec un taux de protéinémie et d'albuminémie normal.

## Hypercalcémie
État pathologique caractérisé par l'augmentation anormale du taux de calcium dans le plasma, indépendamment des autres constantes biologiques, notamment lorsque le taux de calcium dépasse 2,6 mmol·L-1 de plasma avec un taux de protidémie et d'albuminémie normal.